# Вулиця Сінна (Львів)
Вулиця Сі́нна — вулиця у Шевченківському районі Львова, в місцевості Підзамче. Простягається від вулиці Городницької на північний захід до вулиці Липинського.

## Історія та забудова
Вулиця виникла у складі селища Замарстинів і від 1931 року називалася Замкнена (пол. Zamknięta). У 1933 році отримала сучасну назву — Сінна (пол. Sienna).
1 вересня 1940 року на квартирі Анни Боднар (у будинку № 15) відбулося засідання Крайової екзикутиви (проводу) Організації українських націоналістів. На цьому засіданні було офіційно затверджено новий склад керівництва ОУН на території СРСР.
Вулиця забудована одноповерховими старими будинками у стилях класицизму та конструктивізму, є і більш сучасні двоповерхові приватні садиби. Будинки № 1, № 3, № 4, № 6, № 7, № 9, № 11, № 12 і № 23, зведені на початку XX століття, — типові зразки забудови старого Замарстинова.

## Фотографії

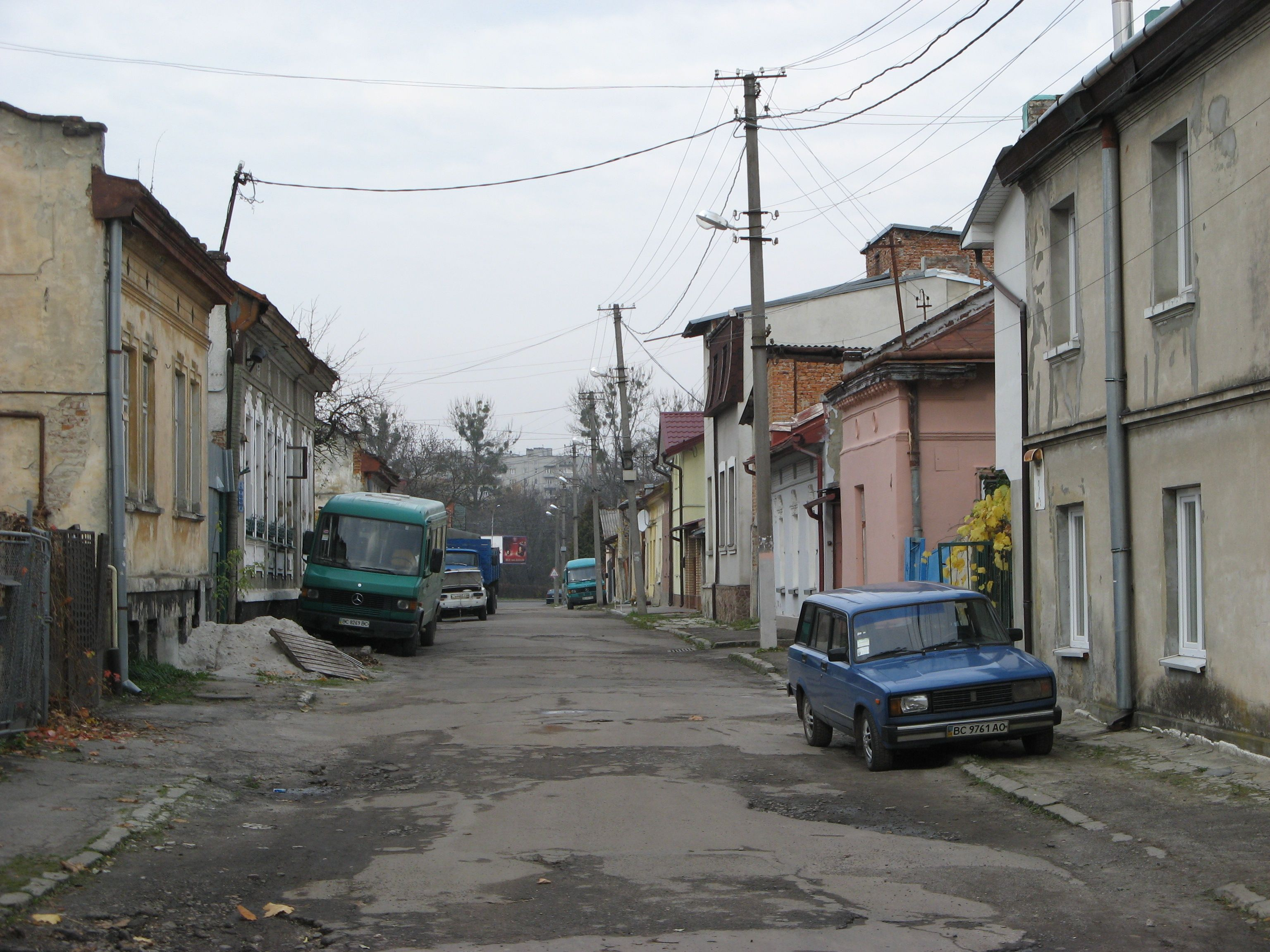
Початок вулиці
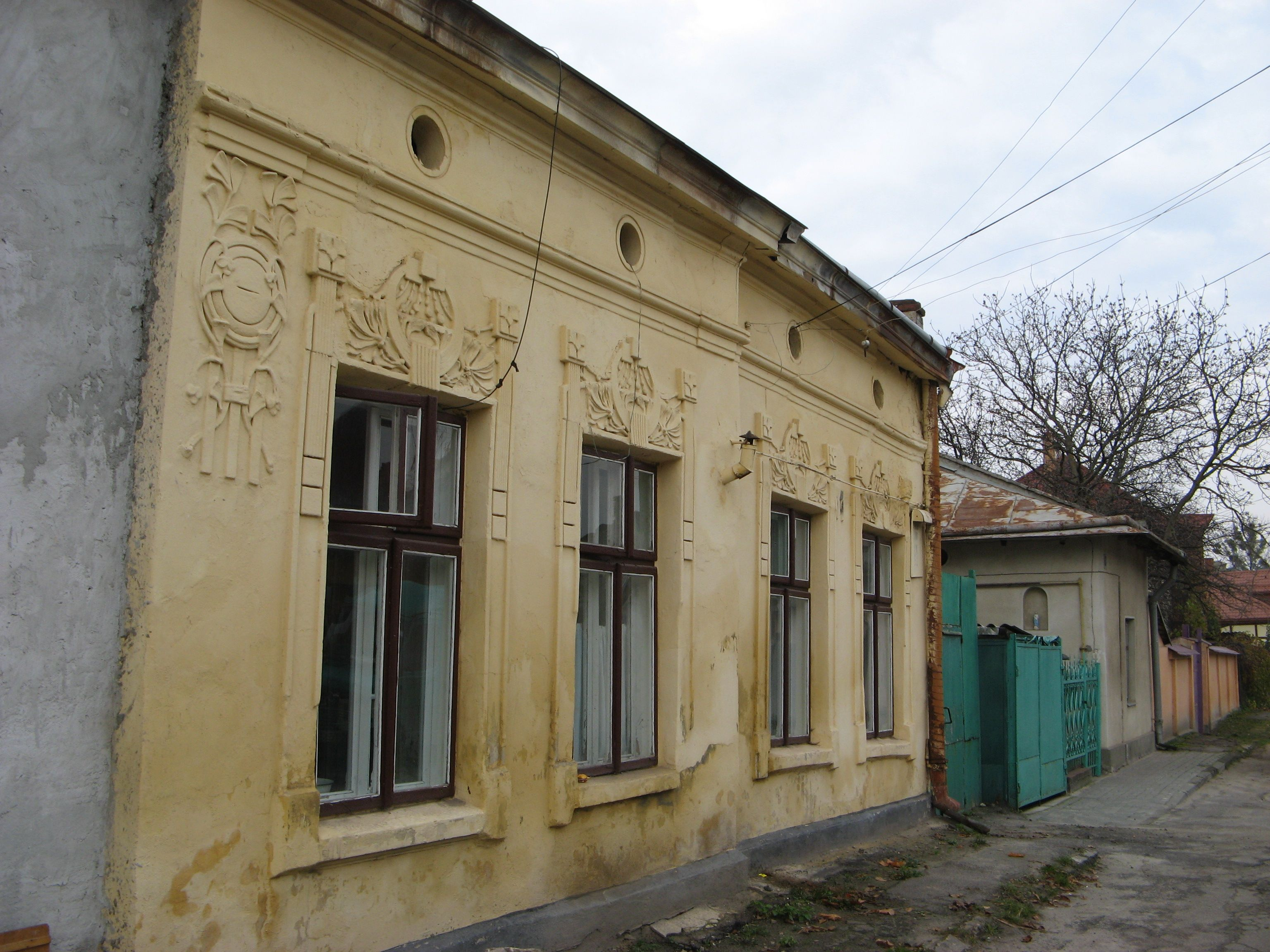
Стара кам'яниця
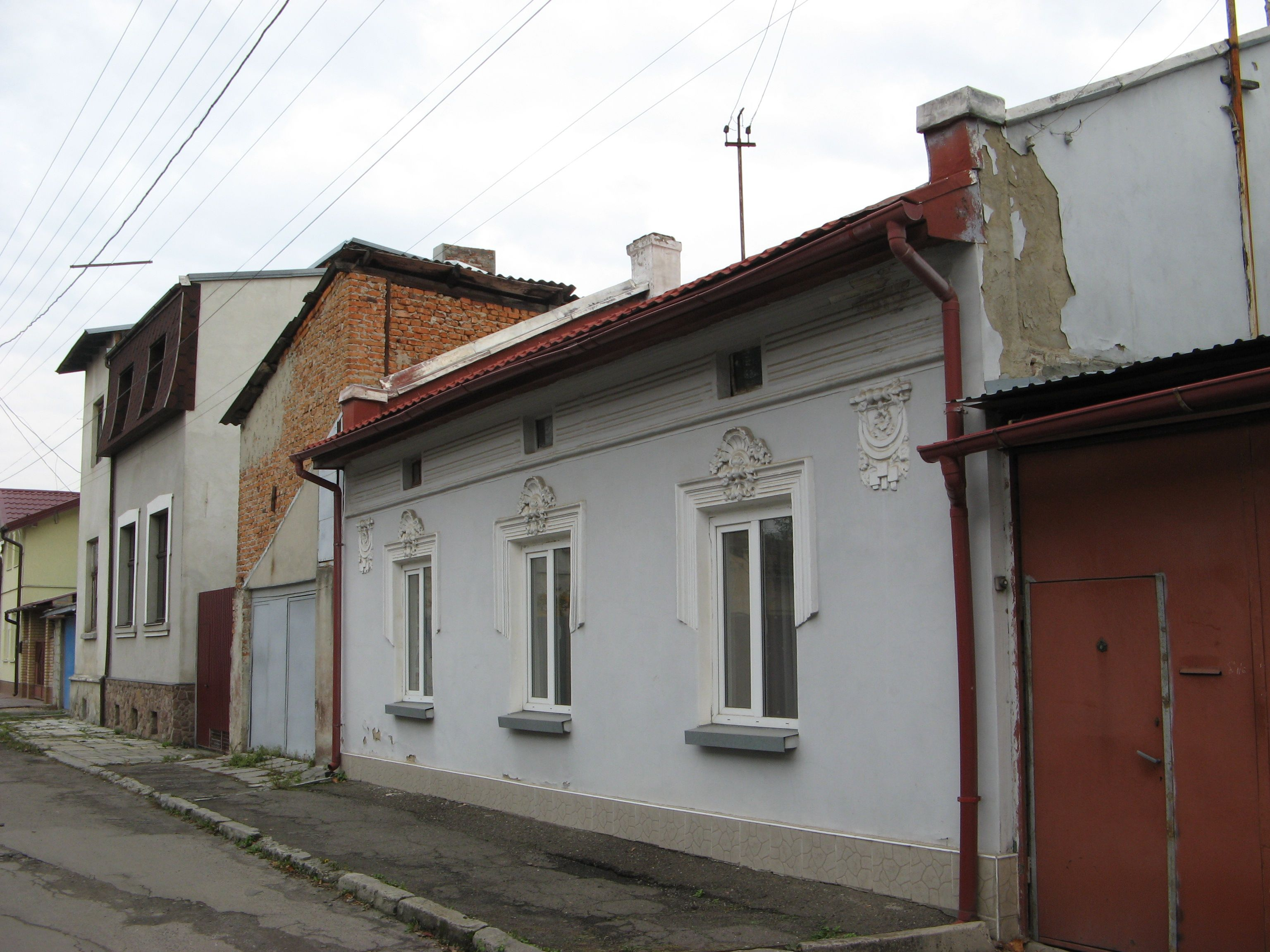
Стара кам'яниця